# Лигово (рабочий посёлок)
Лигово — рабочий посёлок с 1938 года в Ленинградской области, примыкавший с юго-запада к границе Кировского района Ленинграда у Автова. Название посёлка происходит от исторической местности Ли́гово.

## История
Указом Президиума Верховного Совета РСФСР от 27 ноября 1938 года в Ленинградской области селение Лигово было отнесено к категории рабочих посёлков. В состав посёлка были включены дачные посёлки Красненькое, Княжево, III Интернационала, населённые пункты Дачное, Ульянка, Новознаменка, Кировский жилгородок, 3-й жилгородок Экспортлеса, улица Стачек от границы Кировского района Ленинграда, деревня Лигово, территория завода «Пишмаш».
В годы Великой Отечественной войны территория рабочего посёлка Лигово оказалась по обе стороны линии фронта, прошедшей вдоль реки Дудергофки.
|        | 1939   | 1945 | 1949 | 1959   |
| ------ | ------ | ---- | ---- | ------ |
| Лигово | 25 451 | 81   | 3462 | 21 566 |

Указом Президиума Верховного Совета РСФСР от 12 июня 1950 года Лигово вместе с городом Урицком был передан в подчинение Кировскому райсовету Ленинграда. Указом Президиума Верховного Совета РСФСР от 16 января 1963 года посёлок Лигово вместе с городом Урицком и прилегающей к ним территорией общей площадью 4744 га были лишены административного статуса и включены в увеличенный Кировский район Ленинграда. Указом Президиума Верховного Совета РСФСР от 13 апреля 1973 года в составе Ленинграда образован Красносельский район, куда была включена в том числе и территория бывшего рабочего посёлка Лигово.